# Abdulai Koulibaly
Abdulai Koulibaly (sinh ngày 1 tháng 1 năm 1995 ở Monrovia, Liberia) là một cầu thủ bóng đá người Liberia thi đấu cho Barrack Young Controllers FC của Liberian Premier League tính đến năm 2017.

## Sự nghiệp
Anh là một phần của đội hình 25 người đến Lào năm 2015 để thi đấu cho Champasak United ở giải địa phương, Koulibaly chuyển đến Barrack Young Controllers tại quê nhà Liberia năm 2017, ra mắt cho đội tuyển quốc gia trước Mauritanie.
Trong mùa giải trước ở Breweries, thủ môn người Liberia thủng lưới 5 lần trong 3 trận, trong đó có một hat-trick khi đối mặt với Keitrace FC.

## Danh hiệu
- Liberian Second Division League(1): 2016[2]
- Cúp bóng đá Liberia(1): 2016[2]
- Siêu cúp bóng đá Liberia(1): 2016[1]

## Giải thưởng
- Thủ môn xuất sắc nhất (Liberian Second Division)[1]